# Meltdown (Stromae)
Meltdown is een nummer van de Belgische muzikant Stromae uit 2014, in samenwerking met de Nieuw-Zeelandse zangeres Lorde, de Britse band Haim en de Amerikaanse rappers Pusha T en Q-Tip. Het is de tweede single van de soundtrack van de film The Hunger Games: Mockingjay - Part 1.
Het nummer is een bewerking van de instrumentale track "Merci" op Stromae's album Racine carrée. Lorde, die eerder het nummer Yellow Flicker Beat voor dezelfde hierboven genoemde soundtrack opnam, benaderde naar eigen zeggen Stromae met de vraag of hij nog iets voor de soundtrack had. Toen Stromae haar op "Merci" wees, was Lorde onder de indruk. Lorde stelde voor om er, naast de zang van haarzelf, ook rappers aan toe te voegen. Met de hulp van Pusha T, Q-Tip en Haim werkten Stromae en Lorde het instrumentale "Merci" uit tot het nummer "Meltdown", met vocalen van alle voornoemde artiesten, behalve Stromae zelf.
"Meltdown" werd een grote hit in België, met een 7e positie in de Vlaamse Ultratop 50. In Nederland was het succes kleiner met een 12e positie in de Tipparade.